# Ancienne église évangélique de Beizhen
L'Ancienne église évangélique de Beizhen (chinois : 北镇福音堂旧址 ; pinyin : běizhèn fúyīn táng jiùzhǐ, est une église évangélique situé dans la ville-district de Beizhen, ville-préfecture de Jinzhou, dans la province du Liaoning, au Nord-Est (Dongbei) de la république populaire de Chine. C'est un pasteur britannique, qui dirige sa construction en 1894, sous la dynastie Qing.
Elle est classée dans les sites protégés de la ville-district de Jinzhou.